# Burmafasan
Burmafasan (Syrmaticus humiae) är en asiatisk fågel i familjen fasanfåglar inom ordningen hönsfåglar.

## Kännetecken

### Utseende
Burmafasanen är en stor fasan med lång, avsmalnad stjärt och röd bar hud i ansiktet. Skillnaden i storlek mellan könen är stor, där hanen har en kroppslängd på 90 cm (varav stjärten 40-53,5 cm) och honan 60 cm (stjärten 19,5-20 cm). Hanen är i fjäderdräkten kastanjefärgad och blåsvart, med vita band på skapularerna och tvärs över vingarna samt kraftigt bandad stjärt. Honan är ljusbrun med smala vita vingband och vita spetsar på stjärtfjädrarna.

### Läten
Hanens spelläte är ett galande som i engelsk litteratur återges som "cher-a-per cher-a-per cher cher cheria cheria". Även kacklande "waaak" och vassa "tuk tuk" hörs som varningsläten.

## Utbredning och systematik
Burmafasanen delas in i två underarter med följande utbredning:
- Syrmaticus humiae humiae – förekommer i bergsskogar i nordöstligaste Indien och norra Myanmar
- Syrmaticus humiae burmanicus – förekommer från sydvästra Kina (sydvästra Yunnan) till Myanmar och nordvästra Thailand

## Levnadssätt
Fågeln hittas i branta klippiga sluttningar med skog och buskmark.

## Status
Internationella naturvårdsunionen kategoriserar arten som sårbar (VU). Den har en fragmenterad och liten världspopulation uppskattad till under 10 000 vuxna individer. Data visar att den också fortsätter minska i antal till följd av habitatförlust och jakt.

## Namn
Artens vetenskapliga namn hedrar Mary Anne Hume (1824?-1890), gift med engelska ornitologen Allan Octavian Hume. Fram tills nyligen kallades den humefasan eller 'Humes fasan även på svenska, men justerades 2022 till ett enklare och mer informativt namn av BirdLife Sveriges taxonomikommitté.

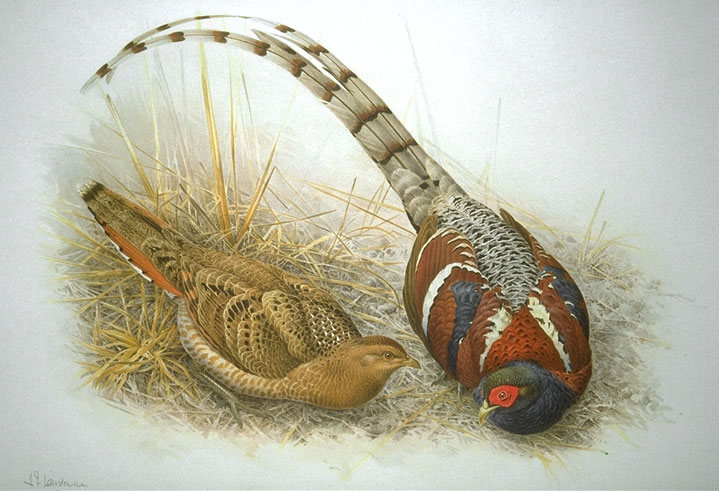